# Walter D'Odorico
Walter D'Odorico (Udine, 4 settembre 1913 – Padova, 14 dicembre 1996) è stato un calciatore italiano, di ruolo attaccante.

## Carriera
Dal 1933 al 1935 gioca per il Padova due stagioni in Serie A e Serie B.
Passa poi alla Lazio dove debutta il 22 settembre 1935 nella partita contro il Bari finita 1-1. Gioca la sua ultima partita in maglia celeste il 7 marzo 1937 nella partita contro il Novara vinta dalla Lazio per 1-0.
Nel 1937 passa al Torino dove rimane due stagioni totalizzando 15 presenze.
Nel 1939 approda all'Udinese dove gioca quattro stagioni di Serie B per un totale di 84 presenze e 49 gol.